# Комышнянский район
Комышнянский район (укр. Комишнянський район) — район, существовавший в Лубенском округе, Харьковской и Полтавской областях Украинской ССР в 1923—1931 и 1935—1962 годах. Центр — село (с 1957 года — пгт) Камышня.

## История
Комышнянский район был образован в 1923 года в составе Лубенского округа Полтавской губернии УССР (с 1925 года, после упразднения губерний, Лубенский округ находился в прямом подчинении УССР). В состав района вошли территории бывших Комышнянской и Зуевской волостей Миргородского уезда.
15 сентября 1930 года в связи с упразднением округов Комышнянский район перешёл в прямое подчинение УССР. При этом к нему был присоединён Петровский район.
В 1931 году Комышнянский район был упразднён, а его территория разделена между Гадячским и Миргородским районами.
22 января 1935 года Комышнянский район был восстановлен в составе Харьковской области (в состав района вошли 15 сельсоветов, переданных из Миргородского района). 22 сентября 1937 года Комышнянский район был передан в новую Полтавскую область.
К 1 сентября 1946 года район включал 14 сельсоветов: Бакумовский, Великогремячский, Верхнебудаковский, Гасенковский, Зуевцовский, Клюшниковский, Комышнянский, Мокровский, Новоселицкий, Отсаповский, Поповский, Черевковский, Черкащанский и Шульговский.
30 декабря 1962 года Комышнянский район был упразднён, а его территория передана в Миргородский район.

## Население
По данным переписи 1939 года, в Комышнянском районе проживало 35 999 чел., в том числе украинцы — 94,8 %, русские — 3,9 %. По данным переписи 1959 года, в Комышнянском районе проживало 26 235 чел..

## СМИ
В районе издавалась на украинском языке газета «За більшовицькі колгоспи» (За большевистские колхозы), в 1944 она сменила название на «Колгоспне слово» (Колхозное слово).